# Bitwa pod Chmielnikiem
Bitwa pod Chmielnikiem  – pomiędzy siłami polskimi pod dowództwem  wojewody krakowskiego Włodzimierza a wojskami mongolskimi pod dowództwem Bajdara podczas I najazdu mongolskiego na Polskę w XIII wieku.

## Przyczyny i tło bitwy
Bitwa była jednym z epizodów europejskiej ekspansji Mongołów, której kolejnym etapem miało być podbicie Królestwa Węgier. W celu uniemożliwienia przyjścia z odsieczą węgierskiemu królowi Beli IV Mongołowie zaatakowali polskie księstwa piastowskie i Siedmiogród.
Pierwsze uderzenie na Polskę, osłabioną rozbiciem dzielnicowym, miało miejsce na przełomie 1240/1241. W marcu 1241 rozpoczęło się jednoczesne uderzenie Mongołów na Polskę (ok. 10 tys. jazdy) i na Węgry. Zagony tatarskie pod wodzą Batu-chana, wnuka Czyngis-chana w rejonie Sandomierza podzieliły się i ruszyły na Kujawy oraz na Kraków. Siłami zmierzającymi w kierunku Krakowa dowodził Orda-iczen. Zadanie powstrzymania Tatarów przypadło wojskom wojewody krakowskiego Włodzimierza i wojewody sandomierskiego Pakosława.

## Mongolska technika walki
Typowe uzbrojenie wojownika tatarskiego: dwa łuki, włócznia, szabla, sztylety, hełm (czasami mocowano stalowe maski), drewniane tarcze obciągnięte skórą, oraz czasami topory i maczugi.
Cechą charakterystyczną wojsk tatarskich była ich bardzo duża mobilność. Jazda tatarska była w stanie pokonać do 100 km dziennie. Jednocześnie Tatarzy mogli skutecznie razić przeciwnika opancerzonego w ciężkie zbroje unikając bezpośredniego starcia.

## Przebieg bitwy
Do bitwy doszło o wschodzie słońca 18 marca 1241 pod Chmielnikiem na miejscu noszącym nazwę Wesołe Pole (należące do folwarku Łagiewniki).
Na czele sił polskich stali wojewoda krakowski Włodzimierz, wojewoda sandomierski Pakosław oraz kasztelan krakowski Klemens z Brzeźnicy i kasztelan sandomierski Jakub Raciborowic. Wojska polskie zostały ugrupowane w następującym szyku: lewe skrzydło stanowiło rycerstwo krakowskie, prawe skrzydło rycerstwo sandomierskie. Siły mongolskie podzielone zostały na dwa oddziały: pierwszy złożony z ludów podbitych, drugi o większych walorach bojowych złożony z lepiej wyszkolonych wojowników mongolskich.
W samej bitwie można wyróżnić dwie fazy. Pierwsza faza trwająca kilka godzin zakończona została ucieczką oddziałów mongolskich. Dowodzący oddziałami mongolskimi Bajdar zastosował manewr „pozorowanej ucieczki” by wprowadzić zamęt i rozprężenie w oddziałach polskich. Po pozorowanym odwrocie nastąpiła druga faza bitwy. Na zdezorientowanych Polaków uderzył drugi odwodowy oddział mongolski. Rozerwany szyk sił polskich podzielił się na dwie grupy. Pierwsza pod naporem Mongołów rozpierzchła się, druga w zachowanym szyku bojowym wycofała się w kierunku północnym, gdzie następnego dnia stoczyła krwawą bitwę pod Tarczkiem.
Podczas bitwy na polach wokół Chmielnika główny ciężar walki wzięło na siebie lewe skrzydło, złożone z rycerstwa krakowskiego. Rycerstwo sandomierskie ulokowane na prawym skrzydle, nie będące w centrum walk widząc nieuchronną klęskę wycofało się do Krakowa. Podczas bitwy polegli obaj kasztelani oraz wojewoda krakowski Włodzimierz.

## Dalsza ekspansja mongolska
Tatarzy zdobyli następnie Kraków (28 marca 1241) i, po połączeniu z oddziałem z Kujaw, ruszyli na Śląsk. Po zdobyciu Wrocławia i zakończonej klęską wojsk polskich bitwie pod Legnicą (9 kwietnia 1241), w której zginął Henryk II Pobożny (co na długo uniemożliwiło zjednoczenie ziem polskich), Tatarzy przechodząc przez Morawy połączyli się ze swoimi głównymi siłami na Węgrzech.